# Fülöpszállás
Fülöpszállás is een plaats (község) en gemeente in het Hongaarse comitaat Bács-Kiskun. Fülöpszállás telt 2529 inwoners (2005).

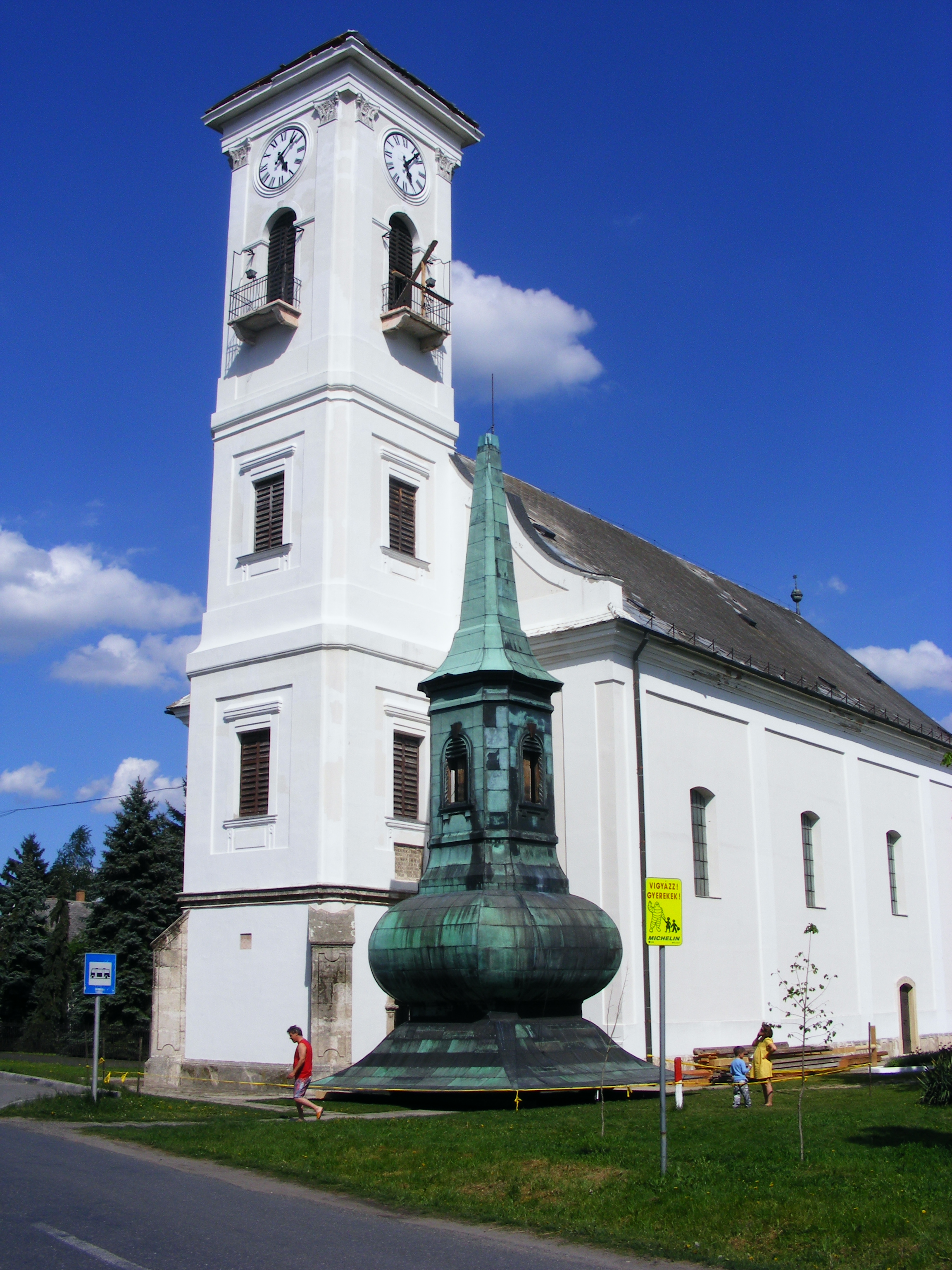
Kerk